# Osvaldo Héctor Cruz
Osvaldo Héctor Cruz (Buenos Aires, 1931. május 29. – 2023. március 20.) argentin válogatott labdarúgó, középpályás.

## Pályafutása
1951 és 1960 között az Independiente, 1960–61-ben a brazil Palmeiras, 1961-ben ismét az Independiente, 1962 és 1964 között a chilei Unión Española labdarúgója volt.
1953 és 1958 között 22 alkalommal szerepelt az argentin válogatottban és három gólt szerzett. Tagja volt az 1958-as svédországi világbajnokságon részt vevő csapatnak.

## Sikerei, díjai
Argentína
- Copa América
  - győztes: 1955, Chile